# توني غريني
توني غريني (بالإنجليزية: Tony Greene)‏ هو لاعب كرة قدم أمريكية أمريكي، ولد في 29 أغسطس 1949 في غايثرسبيرغ في الولايات المتحدة.

## وصلات خارجية
- توني غريني على موقع مرجع كرة القدم المحترفة.كوم (الإنجليزية)